# Bitva o Laagnu
Bitva o Laagnu (estonsky: Laagna lahing) byla bitvou estonské osvobozenecké války. Proti sobě stála část estonského 3. praporu mířícího k Narvě s jednotkami Rudé armády. Záznamy o ztrátách dnes máme pouze z estonské strany. Síla Estonců byla 220 mužů.

## Průběh bitvy
Ráno, 18. ledna 1918 zaútočilo 220 estonských námořníků a finských dobrovolníků, kteří se vylodili ve vesnici Utria, na vesnici Laagna, kde se tou dobou zdržoval neznámý počet příslušníků bolševického jezdectva a pěchoty. Střežili blízkou železnici, kde byly také dva obrněné vlaky. S těmito silami se bolševici pokusili o protiútok, ten však dopadl neúspěšně a tak museli s velkými ztrátami ustoupit. Na straně Estonců padli čtyři muži, jednadvacet jich bylo zraněno a tři zajati.